# Festuca coxii
Festuca coxii là một loài thực vật có hoa trong họ Hòa thảo. Loài này được (Petrie) Hack. mô tả khoa học đầu tiên năm 1906.